# Mertzon, Texas
Mertzon là một thành phố thuộc quận Irion, tiểu bang Texas, Hoa Kỳ. Năm 2010, dân số của xã này là 781 người.

## Dân số
- Dân số năm 2000: 839 người.
- Dân số năm 2010: 781 người.